# Михайлов, Михаил Антонович (Герой Советского Союза)
Михаил Антонович Михайлов (1916—1986) — младший лейтенант Советской Армии, участник Великой Отечественной войны, Герой Советского Союза (1944).

## Биография
Михаил Михайлов родился 25 октября 1916 года в Петрограде. После окончания семи классов школы и школы фабрично-заводского ученичества работал на железной дороге. В 1936 году Михайлов был призван на службу в Рабоче-крестьянскую Красную Армию. Участвовал в боях советско-финской войны. С начала Великой Отечественной войны — на её фронтах. В боях два раза был ранен.
К июню 1944 года старшина Михаил Михайлов командовал пулемётным взводом 363-го стрелкового полка 114-й стрелковой дивизии 7-й армии Карельского фронта. Отличился во время освобождения Ленинградской области. 21 июня 1944 года взвод Михайлова в числе первых переправился через Свирь в районе Лодейного Поля. Несмотря на полученное при переправе ранение, он принял активное участие в боях за захват, удержание и расширение плацдарма. Лично подавил огонь немецкого дзота, а затем ворвался во второй дзот и захватил малокалиберное орудие. В тех боях он был вновь тяжело ранен, но остался в строю и продолжал сражаться до окончания переправы батальона.
Указом Президиума Верховного Совета СССР от 21 июля 1944 года за «образцовое выполнение боевых заданий командования на фронте борьбы с немецкими захватчиками и проявленные при этом мужество и героизм» старшина Михаил Михайлов был удостоен высокого звания Героя Советского Союза с вручением ордена Ленина и медали «Золотая Звезда» за номером 509.
В 1946 году в звании младшего лейтенанта Михайлов был уволен в запас. Проживал и работал сначала в Ульяновске, затем в Бологом. Скончался 12 июня 1986 года, похоронен в Бологом.
Был также награждён орденами Красного Знамени и Отечественной войны 1-й степени, рядом медалей.